# Flor del Río, Amatán
Flor del Río är en ort i Mexiko.   Den ligger i kommunen Amatán och delstaten Chiapas, i den sydöstra delen av landet, 700 km öster om huvudstaden Mexico City. Flor del Río ligger 69 meter över havet och antalet invånare är 129.
Terrängen runt Flor del Río är varierad. Flor del Río ligger nere i en dal. Runt Flor del Río är det ganska tätbefolkat, med 70 invånare per kvadratkilometer. Närmaste större samhälle är Amatán, 5,2 km väster om Flor del Río. I omgivningarna runt Flor del Río växer i huvudsak städsegrön lövskog.